# Mesostigma
Mesostigma ist eine Gattung von Grünalgen, die an der Basis der gesamten Gruppe der Chloroplastida steht. Es gibt zwei Arten im Süßwasser.

## Merkmale
Die Alge ist ein Einzeller mit zwei annähernd gleich langen Geißeln. Der Durchmesser beträgt 11 bis 25 Mikrometer. Die Zellen sind stark abgeplattet und sattelförmig gekrümmt. Die Abflachung ist entlang der Längsachse. Die zwei Geißeln setzen mitten in der flachen Zelle an, die Geißelgrube ist schwer sichtbar. Der Basalkörper, bzw. dessen Transitionsregion ähnelt dem der Streptophytina. Der Augenfleck ist blass und sitzt am Hinterende. 
Die Zellwand besteht aus Zellulose. An der Oberfläche und auf den Geißeln sitzen Schuppen von unterschiedlicher Größe. Sie werden bis zu einem Mikrometer groß. Sie bedecken die Zelle gleichmäßig und vollständig. Jede Zelle besitzt einen scheibenförmigen Chloroplasten mit zwei am Rand stehenden Pyrenoiden. Bei Mesostigma grande fehlen die Pyrenoide. Der Chloroplast ist meist an den Rändern aufgewölbt und erscheint in Apikalansicht ringförmig. An Photosynthesepigmenten kommen Chlorophyll a und b vor. Der Chloroplast ist von einer Doppelmembran umgeben, ein periplastidäres Endoplasmatisches Reticulum ist nicht vorhanden. Stärke wird innerhalb des Chloroplasten gebildet. In der Nähe der Geißelgrube befinden sich mehrere kontraktile Vakuolen. 
Mesostigma schwimmt seitlich unter Drehbewegungen. Die beiden Geißeln schlagen dabei ungleich. 
Die Vermehrung erfolgt durch ungeschlechtliche Zellteilung. Geschlechtliche Fortpflanzung ist nicht bekannt. 

## Vorkommen
Mesostigma kommt in Süßwasser in stehenden Gewässern vor, meist in eher geringen Zahlen. 

## Systematik
Die systematische Stellung der Gattung ist nicht ganz klar. Die Geißelstruktur ähnelt den Charophyta. Phylogenetische Studien basierend auf rbcL-Sequenzen und vier-Gen-Analysen (rbcL, atpB, nad5 und 18S rDNA) sahen Mesostigma als Schwestergruppe der Charophyta. Mehrere andere Studien sahen sie als Schwestergruppe aller anderen Chloroplastida, also als basalste Gruppe. Diese Ansicht wird durch das Vorhandensein des Farbstoffs 9'-cis-Neoxanthin gestützt, während alle anderen Chloroplastida trans-Neoxanthin besitzen. Jedenfalls steht Mesostigma sehr nahe an der Basis der gesamten grünen Algen (Chloroplastida).
Es gibt zwei Arten:
- Mesostigma grande Korshikov
- Mesostigma viride Lauterborn